# Saalbau Essen

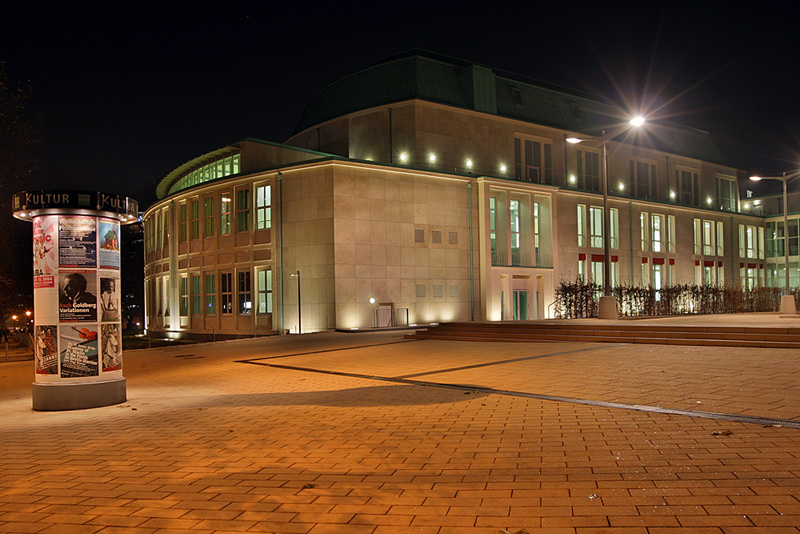
Saalbau Essen (2004)

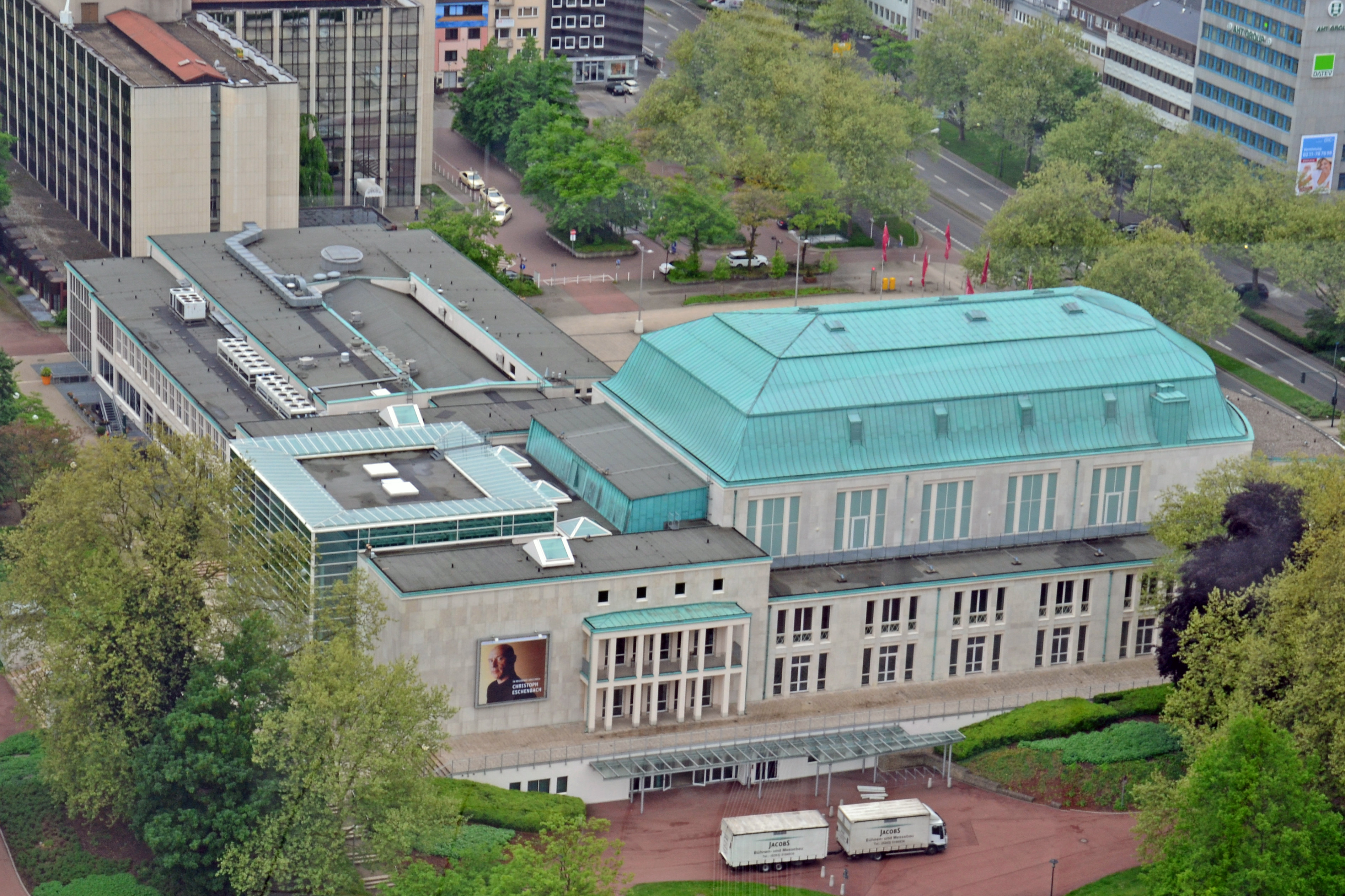
Blick von Nordosten

Der Saalbau ist ein Konzerthaus im Essener Südviertel und heute Sitz der Philharmonie Essen mit angegliederten Gastronomie- und Veranstaltungsbereichen. Das Gebäude befindet sich in zentraler Innenstadtlage am Rand des Stadtgartens und nahe dem Aalto-Theater. Tomáš Netopil war seit der Spielzeit 2013/2014 bis 2022/2023 Generalmusikdirektor der Essener Philharmoniker und damit Nachfolger von Stefan Soltész. Für ihn übernahm zur Spielzeit Andrea Sanguineti die Rolle des GMD. Hein Mulders hat in der Nachfolge von Johannes Bultmann die Intendanz zum Beginn der Spielzeit 2013/14 angetreten. Seit der Spielzeit 2023/2024 ist Marie-Babette Nierenz Intendantin der Philharmonie.

## Geschichte

### Stadtgartensaal, 1864 bis 1901

Alter Stadtgartensaal um 1901

Ein erstes Konzert- und Veranstaltungshaus an gleicher Stelle, der damals so genannte Stadtgartensaal, wurde bereits im Jahr 1864 fertiggestellt. Die Initiative zur Errichtung eines solchen Bauwerks, der Grundstückserwerb und die Finanzierung, beruhte auf privatem, bürgerschaftlichem Engagement. In einem Fachwerkgebäude war ein großer Festsaal untergebracht, der durch ein schlichtes Restaurationsgebäude in Massivbauweise ergänzt worden war. In der Ausgabe der Essener Volkszeitung vom 16. Mai 1898 gab es einen Aufruf mehrerer Stadtverordneter an wohlhabende Bürger, für einen neuen Stadtgartensaal zu Spenden. Es hieß, der bisherige Bau entspräche nicht mehr der Zeit, ihm fehlten unter anderem jegliche Nebenräume und eine Garderobe. Zudem war die Einwohnerzahl der Stadt Essen von rund 30.000 im Jahr 1864 auf rund 120.000 im Jahr 1901 angestiegen, ohne dabei das 1901 eingemeindete Altendorf mit weiteren 65.000 Einwohnern zu berücksichtigen. Grund war die Einwanderung von Arbeitskräften für den Bergbau und die Stahlindustrie. Die finanzielle Lage der Stadt erlaubte zu dieser Zeit jedoch keinen erhebliche Kosten verursachenden Neubau. Friedrich Alfred Krupp stellte der Stadt die ersten 100.000 Mark zur Verfügung. Der Aufruf empfahl weiter allen Bürgern ab einem Einkommen von 15.000 Mark eine einmalige Spende entsprechend der Hälfte der Einkommensteuer zu geben. Diesem Aufruf kam eine Vielzahl von Bürgern nach. Unter den unterzeichnenden Stadtverordneten waren Franz Arens, Fritz Asthöwer, Richard Bömke, Hermann Elting, Carl Funke, Wilhelm Girardet, Felix Rauter, Robert Schmohl und Heinrich von Waldthausen.
Im März 1901 beantragte Oberbürgermeister Erich Zweigert bei der Stadtverordnetenkommission den alten Stadtgartensaal zu erhalten und in den Nordpark zu versetzen. Die Kommission für den Neubau des Stadtgartensaals beantragte jedoch dessen Abriss für Juli 1901. Das dabei anfallende Material sollte für den Neubau eines in Fachwerk ausgeführten Restaurationsgebäudes im Nordpark Verwendung finden. Dieser Bau wird 51.000 Mark kosten. So wurde es dann auch in der Stadtverordnetenversammlung vom 21. Juni 1901 beschlossen. Am 26. Juni 1901 wurde bereits die Abschiedsymphonie im alten Stadtgartensaal gespielt, jedoch folgten noch andere Veranstaltungen. Der Abriss begann am 22. Juli des Jahres. Einen Tag zuvor gab der Essener Männergesangsverein mit Orchesterunterstützung noch ein letztes Konzert. Er war es auch, der 1864 das erste Konzert im Stadtgartensaal gab. Am 5. September 1901 kam es bei den Abrissarbeiten zu einem Todesfall, als der Gewölbekeller dem Einsturz einer Mauer nicht standhielt.

### Saalbau als Konzert- und Veranstaltungshaus, 1904 bis 1943

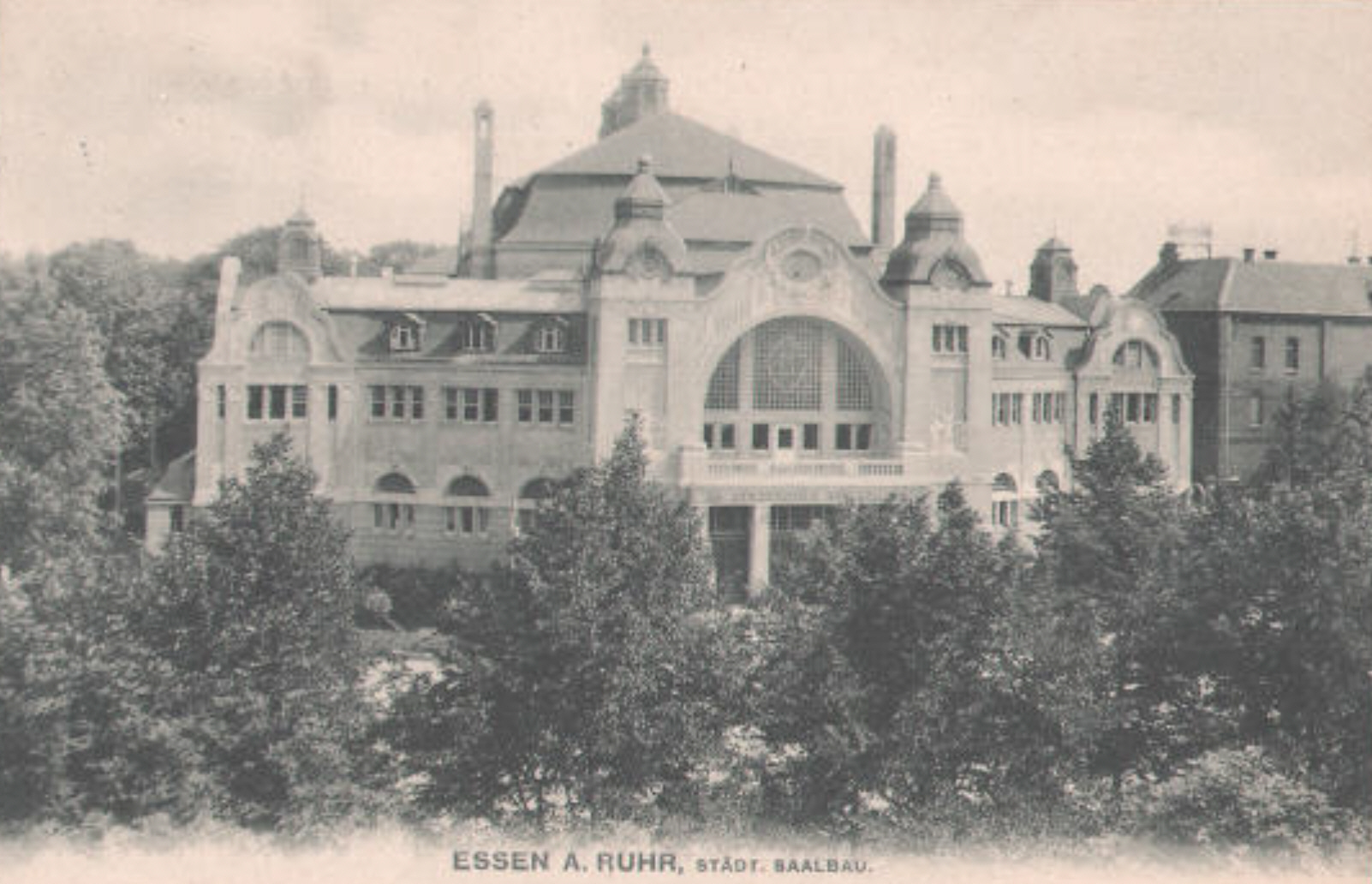
Saalbau um 1905

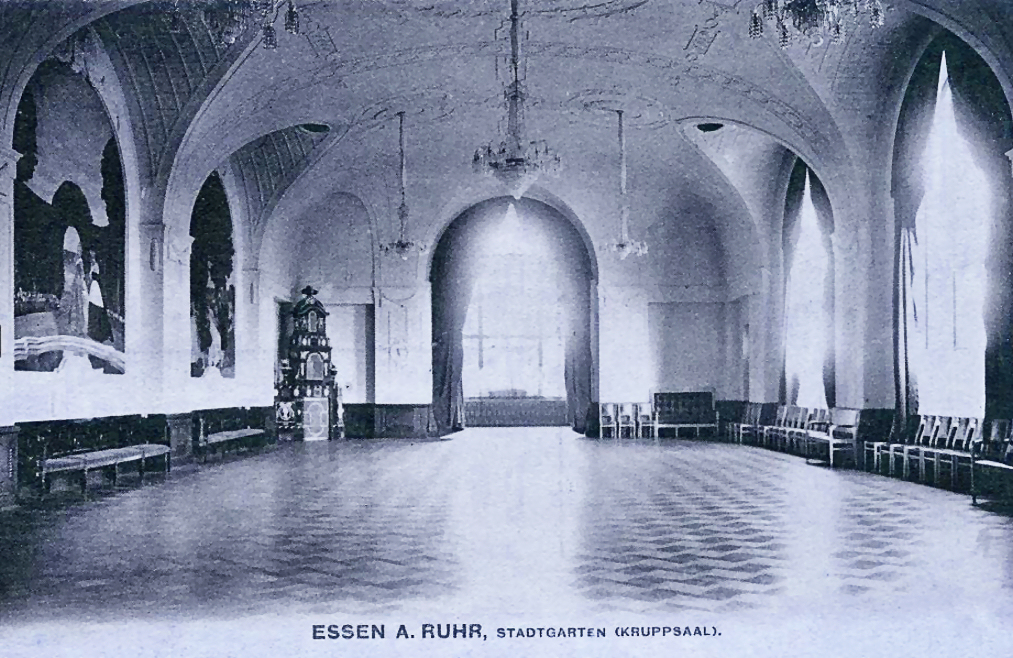
Kruppsaal um 1905

Ab Ende September 1901 wurde auf dem Grund des alten Stadtgartensaals ein großzügiges und repräsentatives Konzerthaus errichtet – der erste Saalbau. Dazu hat sich insbesondere der Stadtverordnete und Essener Unternehmer Richard Bömke verdient gemacht, woraufhin er zum Kommerzienrat ernannt wurde. Das Gebäude entstand nach einem zweistufigen Architekturwettbewerb, aus dem heraus der gemeinsame Entwurf der Architekten Skjøld Neckelmann (Stuttgart) und Carl Nordmann (Essen) zur Ausführung bestimmt wurde. Architekt Neckelmann erkrankte jedoch, so dass die Bauausführung Carl Nordmann allein übertragen wurde. Die Pläne zum Neubau lagen der Stadt im Februar 1901 vor. Der neue Saalbau würde ohne Inventar 1,12 Millionen Mark kosten, so ein Kostenvoranschlag der Architekten vom 22. April 1901. Die Grundsteinlegung erfolgte am 9. Juni 1902. Dabei wurde eine Urkunde in einen Zylinder gelegt, dem auch die Urkunde der Grundsteinlegung des Vorgängergebäudes aus dem Juni 1864 beigelegt wurde. Diese wurde nämlich beim Abbruch des alten Stadtgartensaals unversehrt geborgen. Des Weiteren wurden je eine Ausgabe der Rheinisch-Westfälischen Zeitung, des Essener General-Anzeigers, der Neuesten Nachrichten, des Beobachters, der Essener Volkszeitung und des Volksfreundes  dazu gelegt und unter dem Hauptportal eingemauert. Die am Bau Beschäftigten erhielten aus diesem Anlass den doppelten Tageslohn. Bei der feierlichen Einweihung des neuen Saalbaus am 24. September 1904 dirigierte Richard Strauss. Die Architektur des Bauwerkes war vom Jugendstil beeinflusst.
Der Saalbau war wiederholt Schauplatz bemerkenswerter musikalischer Darbietungen, beispielsweise dirigierte Gustav Mahler hier im Jahre 1906 im Rahmen des 42. Tonkünstlerfestes der Tonkünstlerversammlung des Allgemeinen deutschen Musikvereins die Uraufführung seiner 6. Sinfonie, worauf 1913 Max Reger mit der Uraufführung seiner Böcklin-Suite folgte. Im großen Saal befand sich eine Orgel der Firma Furtwängler & Hammer, die die Gehäusemaße von zehn Metern Breite und neun Metern Höhe aufwies. Dieses Orgelgehäuse wurde von Johann Goldkuhle aus Essen ausgeführt.
Auch politische Veranstaltungen fanden im Saalbau statt. Darunter fiel der XI. Parteitag der KPD vom 2. bis 7. März 1927, auf dem der KPD-Vorsitzende Ernst Thälmann eine Rede hielt. Auch der KPD-Funktionär und später einzige Präsident der DDR, Wilhelm Pieck, war anwesend.

### Zerstörung und Wiederaufbau
Der alte Saalbau bestand bis zum 26. Juli 1943, als bei einem Bombenangriff der Alliierten im Zweiten Weltkrieg nahezu die gesamte Essener Innenstadt einschließlich des Saalbaus schwerste Schäden erlitt.
Ab 1949 entstand ein modernisierter Wiederaufbau im schlichten Stil der 1950er Jahre unter Einbeziehung der noch verwendungsfähigen Bausubstanz. Am 14. November 1950 fand die Einweihung des Haupthauses mit großem Konzertsaal statt. Danach wurde in einem zweiten Bauabschnitt der Eingangsflügel neu errichtet. Von Walter Engelhardt stammt der Entwurf des gesamten Wiederaufbaus. Er leitete zudem seine künstlerische Gestaltung. Seitdem dient der Saalbau auch als große Tagungs- oder kleinere Sportstätte sowie unterschiedlichen musikalischen Darbietungen und Festen. Bedeutendes äußeres Merkmal war und ist das mit Kupfer verkleidete Mansarddach, das wiederverwendet wurde.
Der große Saal wurde mit 1773 Sitzplätzen und einem 200 Quadratmeter großen Podium beschrieben. Er erhielt 1951 eine Klais-Orgel mit 6305 Pfeifen und achtzig Registern auf fünf Manualen und Pedal.

## Philharmonie heute
In den Jahren 2002 bis 2004 wurde der Saalbau als Sitz der Philharmonie Essen für 75 Millionen Euro renoviert und mit neuer technischer Ausstattung versehen. Die Kosten wurden überwiegend durch Spenden aus Wirtschaft und Stiftungen getragen, zudem übernahm das Land Nordrhein-Westfalen rund acht Millionen Euro. Die Zentralachsen des Gebäudes wurden geöffnet. So ist heute ein Blick von einem Ende des Gebäudes bis zum anderen Ende möglich. Der Alfried-Krupp-Saal wurde nach hinten um den Bereich der heutigen Ränge verlängert. Am 4. Juni 2004 fand die Wiedereröffnung des neuen Konzert- und Veranstaltungsortes statt.

### Eingangsbereich und Wandelhalle
Ein Teil des Gebäudes wurde wieder in den Zustand der 50er Jahre zurückversetzt, so etwa der Eingangsbereich und die Wandelhalle.
Im Bereich des Haupteingangs befinden sich einige kleine Kassenhäuschen, an der Decke hängen historische Leuchter und an den Wänden sind noch Schatten der ursprünglich installierten Lampen und gegenüber Schatten eines ursprünglich dort befindlichen Schriftzugs sichtbar. Diese Kassen waren nach dem Umbau 2004 kurzzeitig wieder in Betrieb – allerdings nicht langfristig, u. a. da die Kassenschalter für die Anforderungen heutiger Kassen ungeeignet bzw. zu klein sind (keine Verkabelung, kein Raum für Bildschirme, Drucker, Fax, nicht genügend Platz für Kunden im Kassenbereich, die nicht nur Karten für die Philharmonie, sondern auch für zahlreiche weitere Veranstaltungen an anderen Spielorten erwerben wollen).
Die Garderobenseite der Wandelhalle besteht aus Marmor, bei der anderen Seite ist es bloß billiger Beton. Das entspricht der Art, in der dieser Gebäudeteil in den 50er-Jahren unter Geldknappheit gebaut worden war. Nach Öffnung der Sichtachsen ist heute ein Blick aus dem Konferenzbereich, über die Wandelhalle, durch den Konzertbereich bis zur gegenüberliegenden Fensterfront des Gebäudes in Richtung Aalto-Theater möglich.

### Alfried-Krupp-Saal

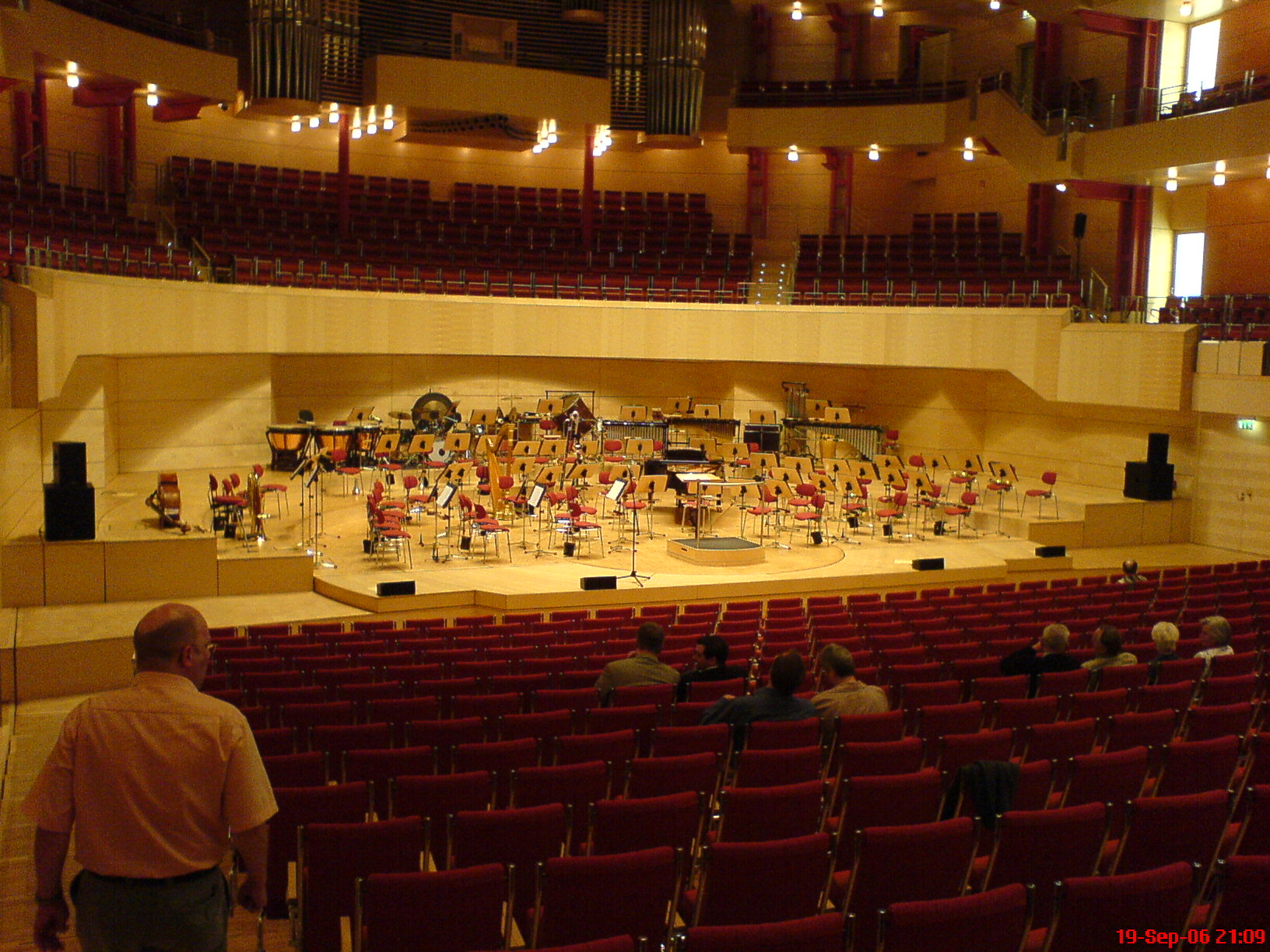
Bühne des Alfried-Krupp-Saals nach dem Umbau

Der Alfried-Krupp-Saal ist der zentrale und größte Veranstaltungssaal. Er besitzt eine helle Holzvertäfelung und warme Farbtöne. Die roten Stahlelemente sollen auf das Unternehmen Krupp hinweisen. In Akustiktests von Müller-BBM hatte sich an einem Nachbau von Teilen des Saals im Maßstab 1:1 gezeigt, dass diese Stahlelemente aus Gründen des Schallbruchs nicht verkleidet werden sollten. Sie sind daher heute unverkleidet sichtbar. Der Saal bietet auf 680 Quadratmetern 360 Plätze an Rundtischen oder 1906 Plätze in der charakteristisch rot-warmen Reihenbestuhlung, davon im zweiten Rang 40 Stehplätze. Die Kreissegmente des Bühnenbereichs sind höhenverstellbar, so dass die Bühne auf die Größe des jeweils spielenden Ensembles angepasst werden kann. Der Bühnenbereich kann ebenso wie der gesamte Parkettbereich bis auf die Höhe des Balkons angehoben werden. Auf diese Art kann der Saal als Ballsaal oder für Aktionärs- oder Parteiversammlungen genutzt werden. Das unter der Saaldecke hängende Klangsegel hat einen Durchmesser von elf Metern und ein Gewicht von 18 Tonnen. Es ist höhenverstellbar: Für Kammerkonzerte und kleinere Veranstaltungen kann es abgesenkt werden. Der Saal hat eine Gesamthöhe von 21 Metern, der zweite Rang befindet sich in 14 Metern Höhe. An der Kopfseite des Saals ist heute eine Kuhn-Orgel installiert.
Der in der Philharmonie gelegene Alfried-Krupp-Saal ist baulich vom Rest des Gebäudes getrennt: An den einzelnen Saaleingängen befinden sich 2,6 Meter lange Übergänge in den Saal. Zwischen Saalinnen- und Saalaußenseite besteht ein entsprechender Abstand, in dem einerseits die Wege für die Notausgänge verlaufen. Andererseits dient diese Trennung auch der akustischen Trennung des Saals vom Rest des Gebäudes.
Außerhalb des Saales, unmittelbar hinter dem Bühnenbereich, befindet sich ein halbrunder Raum, der u. a. zur Aufzeichnung von CDs besonders geeignet ist. Obwohl dieser Raum direkt hinter der Kuhn-Orgel liegt und obwohl die halbrunde Außenseite in Richtung Huyssenallee zeigt, ist der Raum klanglich isoliert: Abgesehen von Orgeltönen aus dem Bassbereich dringen weder Töne aus dem Alfried-Krupp-Saal noch aus dem Straßenbereich in den Raum.

### RWE-Pavillon
Der von dem Energieversorger gesponserte RWE-Pavillon wurde im Rahmen des Umbaus in den Jahren 2002 bis 2004 zwischen den beiden Treppenhäusern des Saalbaus zusätzlich zum historischen Gebäude neu errichtet. Der lichtdurchflutete Glaskubus wird für Veranstaltungen, bei denen eine eher kleine Anzahl Zuschauer erwartet wird, genutzt. Auf 412 Quadratmetern ermöglicht er an Rundtischen 252 oder in der Reihenbestuhlung 400 Sitzplätze. Der Pavillon ist aus Glas und Metallelementen in Leichtbauweise erbaut. Über dem Glasdach befindet sich ein weiteres, zweites Glasdach, das dem Schutz vor störenden Regen- oder Hagelgeräuschen dient. Die markanten Vorhänge an den vier Innenseiten des Pavillons sorgen für einen gleichbleibend guten Klang unabhängig von Zuschauerzahl und Bestuhlung. Außerdem tragen sie dazu bei, dass der Pavillon schall- und blickdicht vom Rest des Gebäudes getrennt ist. Auf diese Art können gleichzeitig unterschiedliche Veranstaltungen im Pavillon und beispielsweise im Alfried-Krupp-Saal stattfinden, ohne dass beide Veranstaltungen sich beeinflussen. An der vorderen und hinteren Innenseite des Pavillons befanden sich Kunstwerke von Thomas Schütte: Die in changierendem Licht angestrahlten Ringe sollen den Besucher entschleunigen und eine ruhige Atmosphäre schaffen. Die Skulpturen wurden wegen Vandalismusgefahr im Jahr 2015 entfernt.

### Festsaal
Der Festsaal bietet auf 205 Quadratmetern zwischen 54 Plätze in Bestuhlung in U-Form und bis zu 238 Plätze in Reihenbestuhlung. Die Wandvertäfelung besteht aus Mahagoni und Birnbaumholz, die erhalten werden konnten. Der edle Parkettboden und die Stuckdecke sind Reproduktionen. Der Saal hat eine Bühne mit kleiner Künstlergarderobe. Er eignet sich besonders für Vortragsveranstaltungen, Bankette oder Feierlichkeiten mit Tanz. In den Seitenwänden des Saals ist die Klimaanlage der 1950er Jahre erhalten geblieben.

### Bunte Säle
Die bunten Säle des Philharmonie Conference Center befinden sich oberhalb neben der Wandelhalle. Je ein weißer, ein gelber und ein grüner Saal bietet Raum zwischen 60 Quadratmetern bei 22 Plätzen und 130 Quadratmetern bei 40 Plätzen.
Der weiße Saal, der mittlere der drei Säle, erhielt 1954 die einzigartige raumumfassende Fayencemalerei von Charles Crodel nach Märchen-Motiven und des Sommernachtstraums. Diese war überdeckt und ist bei den Umbauarbeiten wiederentdeckt worden.
Der gelbe Saal hat Wände mit Zitronenholzfurnier und emaillierten und leicht vergoldeten grünen Terrakottabändern, eine gelb-bezogene Bank sowie mehrere Seidendrucke von dem Düsseldorfer Künstler Oswald Petersen aus dem Jahre 1954. Die religiösen Drucke zeigen unter anderem das Gebäude der Fürstin-Franziska-Christine-Stiftung und die goldene Madonna.
Der grüne Saal besitzt ein Birnbaumfurnier, das bei früheren Renovierungen übertapeziert worden war. 2004 wurde es wieder freigelegt, so dass der Saal sein Bauhausambiente wiedererhalten hat. Die Fensterfront des grünen Saals zeigt wie die der beiden anderen Säle zum Stadtgarten.
Die drei Säle können durch Öffnung der zwischen ihnen gelegenen Flügeltüren zu einem langen Saal verbunden werden.

### Clubräume
Der Clubraum 1, Richard Strauss, bietet Raum auf 36 Quadratmetern mit 18 Plätzen; die Eventräume 1 und 2 sind je 100 Quadratmeter groß und bieten 24 und 35 Plätze, oder 65 wenn kombiniert.

### Kuhn-Orgel
Die Orgel im Konzertsaal der Philharmonie wurde 2004 von Orgelbau Kuhn errichtet. Sie ersetzt die Klais-Orgel von 1951, die abgebaut wurde. Teile davon kamen nach Gleiwitz an die Kirche Matki Boskiej Kochawińskiej, der Spieltisch ging an die Kirche St. Peter und Paul nach Straelen. Das Instrument im Saalbau hat 62 Register (4502 Pfeifen, Schleifladen) auf drei Manualen und Pedal. Die Kosten beliefen sich auf etwa 1,2 Millionen Euro. Es wiegt rund 24 Tonnen und füllt gut 300 Kubikmeter Raum aus. Die größte Pfeife misst etwa 4,80 Meter. Die meisten der Pfeifen sind (wie die im Prospekt stehenden) aus einer Zinn-Blei-Legierung, 178 sind aus Holz. Auf der Vorderseite der Orgel ragen die 61 Pfeifen der Tuba en chamade horizontal in den Raum. In der Mitte der Orgel, auf einer kleinen Empore, befindet sich der Spieltisch. Die Spieltraktur ist mechanisch, die Registertrakturen sind elektrisch. Zusätzlich gibt es einen fahrbaren elektrischen Spieltisch, der an beliebiger Stelle auf der Bühne genutzt werden kann und so eine direktere Interaktion des Organisten mit Chor und Orchester ermöglicht.
| I Hauptwerk C–c4    |       |
| Principal           | 16′   |
| Principal           | 08′   |
| Flauto major        | 08′   |
| Bourdon             | 08′   |
| Gambe               | 08′   |
| Dolce               | 08′   |
| Octave              | 04′   |
| Offenflöte          | 04′   |
| Quinte              | 2 ⁄3′ |
| Superoctave         | 02′   |
| Mixtur IV           | 02′   |
| Zimbel III          | 01′   |
| Cornett V           | 08′   |
| Trompete            | 16′   |
| Trompete            | 08′   |
| Trompete            | 04′   |
| Tuba (en chamade) 0 | 08′   |

| II Schwell-Positiv C–c4 |        |
| Lieblich Gedackt 0      | 16′    |
| Principal               | 08′    |
| Bourdon                 | 08′    |
| Salicional              | 08′    |
| Concertflöte            | 08′    |
| Octave                  | 04′    |
| Rohrflöte               | 04′    |
| Viola                   | 04′    |
| Quinte                  | 2 ⁄3′  |
| Waldflöte               | 02′    |
| Terz                    | 1 3⁄5′ |
| Quinte                  | 1 ⁄3′  |
| Mixtur IV               | 1 ⁄3′  |
| Trompete                | 08′    |
| Clarinette              | 08′    |
| Tremulant               |        |

| III Schwellwerk C–c4   |     |
| Salicional             | 16′ |
| Flûte harmonique       | 08′ |
| Cor de nuit            | 08′ |
| Viole de Gambe         | 08′ |
| Unda maris             | 08′ |
| Fugara                 | 04′ |
| Flûte traversière      | 04′ |
| Cornet d’écho IV       | 04′ |
| Octavin                | 02′ |
| Piccolo                | 01′ |
| Plein jeu IV           | 02′ |
| Basson                 | 16′ |
| Trompette harmonique 0 | 08′ |
| Basson-Hautbois        | 08′ |
| Voix humaine           | 08′ |
| Clairon                | 04′ |
| Tremulant              |     |

| Pedal C–g1      |        |
| Untersatz       | 32′    |
| Principalbass   | 16′    |
| Subbass         | 16′    |
| Violonbass      | 16′    |
| Octave          | 08′    |
| Bassflöte       | 08′    |
| Violoncello     | 08′    |
| Kornettbass IV  | 5 1⁄3′ |
| Octave          | 04′    |
| Hintersatz III  | 2 ⁄3′  |
| Kontraposaune 0 | 32′    |
| Posaune         | 16′    |
| Trompete        | 08′    |
| Schalmei        | 04′    |

- Koppeln: II/I, III/I, III/II, III 16′/I, I/P, II/P, III/P, III 4′/P
- Spielhilfen: 11×500-fache elektronische Setzeranlage, Diskettenlaufwerk

## Dirigenten der Essener Philharmoniker
- 1899–1911: Georg Hendrik Witte
- 1911–1916: Hermann Abendroth
- 1916–1933: Max Fiedler
- 1933–1936: Johannes Schüler
- 1936–1943: Albert Bittner
- 1943–1975: Gustav König
- 1975–1991: Heinz Wallberg
- 1991–1997: Wolf-Dieter Hauschild
- 1997–2013: Stefan Soltész
- 2013–2022: Tomáš Netopil
- seit 2023: Andrea Sanguineti